# Liste de points extrêmes de la Biélorussie

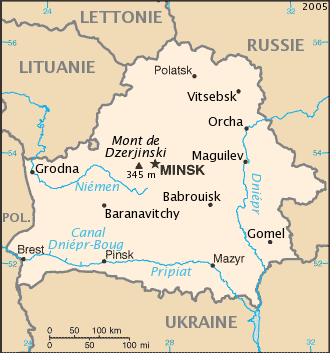
Carte de la Biélorussie

Voici une liste de points extrêmes de la Biélorussie.

## Latitude et longitude
- Nord : voblast de Vitebsk (56° 09′ N, 28° 09′ E)
- Sud : voblast de Homiel (51° 15′ N, 30° 33′ E)
- Ouest : voblast de Brest (52° 16′ N, 23° 10′ E)
- Est : voblast de Moguilev (53° 27′ N, 32° 46′ E)

## Altitude
- Maximale : mont de Dzerjinski (345 m)
- Minimale : fleuve Niémen (90 m)